# Napierville
Ne doit pas être confondu avec Saint-Cyprien-de-Napierville ou Les Jardins-de-Napierville.
Pour les articles homonymes, voir Napierville (homonymie).
Napierville [napjɛʁvil] est une municipalité du Québec située dans la municipalité régionale de comté (MRC) des Jardins-de-Napierville en Montérégie.

## Histoire

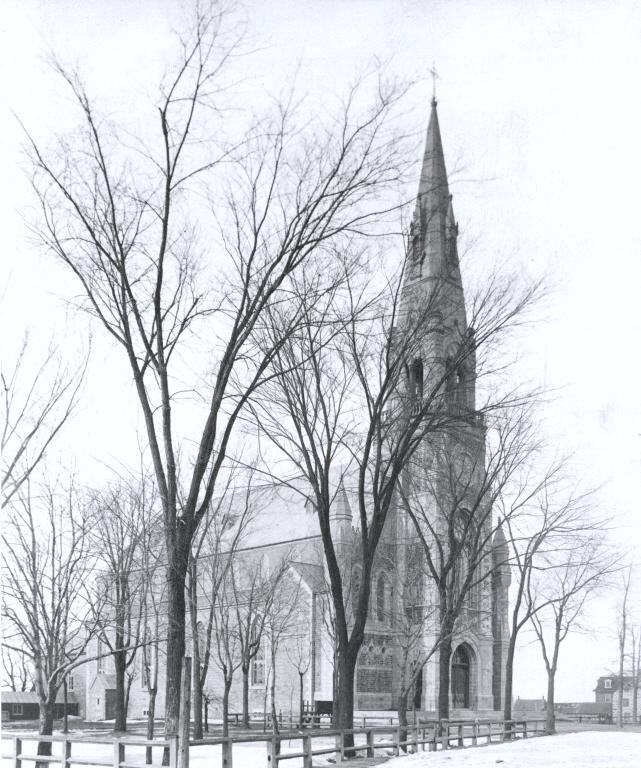
Église Saint-Cyprien-de-Napierville, Napierville, vers 1890

En 1733, le gouverneur de la Nouvelle-France Charles de Beauharnois et l'intendant Gilles Hocquart concèdent une seigneurie sur la rive gauche du Richelieu à Gaspard-Joseph Chaussegros de Léry, militaire et ingénieur, qui lui donne son nom. La seigneurie de Léry relève de l'administration du gouvernement de Montréal. Elle demeure très peu peuplée sous le régime français.
La municipalité de Napierville tient son nom d'un militaire anglais né en 1758 : Napier Christie Burton (1758-1835). Ce dernier avait hérité de seigneuries dans le haut Richelieu à la mort de son père, Gabriel Christie, en 1799. Napier Christie épousa Mary Emma Burton à Londres en 1784. À la suite de cette union, il prendra le nom de Napier Christie Burton. En 1800-1801, Napier Christie Burton s'occupe lui-même de sa seigneurie. Cependant, au cours de l'année 1801, il doit retourner en Angleterre à la suite du décès de son épouse. Avant son départ, il nomme Samuel Potts comme agent temporaire. Il remplacera en 1815 Samuel Potts par un notaire de Laprairie, Edme Henry. Ce Monsieur Henry décide, toujours en 1815, de créer trois villages seigneuriaux soit: Napierville, Christieville (aujourd'hui Iberville) et Henryville. En 1822, Edme Henry fait don d'un terrain à Napierville pour la construction d'une église catholique. La paroisse de Saint-Cyprien prend forme le 1er janvier 1823.
Lors de la rébellion des Patriotes, Napierville fut le campement de 3 000 patriotes. La ville fut également, durant quelques jours, la capitale de facto de la République du Bas-Canada, à la suite de la déclaration d'indépendance du Bas-Canada.
En juillet 1837, une assemblée des Patriotes du comté de L'Acadie a lieu à Napierville. Ils adoptèrent 19 résolutions demandant des réformes dans l'administration gouvernementale. Une semaine plus tard, toujours à Napierville, se tient une assemblée des Loyaux ou Loyalistes. Ces derniers sont des volontaires, prêts à prendre les armes contre les Patriotes. En février de l'année suivante, les autorités gouvernementales envoient 300 hommes à Napierville pour empêcher la tenue d'assemblées patriotiques.
Les Patriotes ne cessent de s'organiser et de recruter de nouveaux membres. Le 4 novembre 1838, le chef du mouvement patriote, le docteur Robert Nelson, arrive à Napierville. Cette même journée, il procède à la proclamation de l'établissement provisoire de la république du Bas-Canada.
La municipalité de village de Napierville est érigée le 1er janvier 1873 par détachement de la municipalité de paroisse de Saint-Cyprien-de-Napierville. Le 4 avril 2009, Napierville changea son statut de municipalité de village pour celui de municipalité.

### Héraldique
| Esse quam videri |
| ---------------- |

| L'écu de Neuville se blasonne ainsi : D'azur, à trois gerbes de blé à neuf épis, d'or; au chef d'argent à trois étoiles de même. |

## Géographie
La superficie totale de la municipalité est de 4,49 km2, essentiellement terrestres, enclavé dans celui de Saint-Cyprien-de-Napierville.
La rivière L'Acadie traverse son territoire du sud au nord.

## Démographie
| 1986  | 1991  | 1996  | 2001  | 2006  | 2011  | 2016  | 2021  |
| ----- | ----- | ----- | ----- | ----- | ----- | ----- | ----- |
| 2 550 | 2 904 | 3 004 | 3 073 | 3 352 | 3 525 | 3 899 | 4 020 |

Langue maternelle (2006)
| Langue              | Population | Pct (%) |
| ------------------- | ---------- | ------- |
| Français seulement  | 3 190      | 95,22 % |
| Anglais seulement   | 90         | 2,69 %  |
| Français et anglais | 40         | 1,19 %  |
| Autres langues      | 30         | 0,90 %  |

## Administration
Le conseil municipal comprend le maire et six conseillers. Les élections municipales ont lieu tous les quatre ans en bloc et sans division territoirale. La mairesse actuelle (2017) est Chantale Pelletier. La population locale est représentée à l'Assemblée nationale du Québec au sein de la circonscription québécoise de Huntingdon.
| Napierville Maires depuis 2002                                                                                       |                    |                                                      |          |
| Élection | Maire              | Qualité                                              | Résultat |
| 2002 | Alain Frenet       |                                                      | Voir     |
| 2005 | Alain Fredette     |                                                      | Voir     |
| 2009 | Alain Fredette     | Voir                                                 |          |
| 2013 | Jacques Délisle    | Décédé en fonction en avril 2016                     | Voir     |
| 2016 | Chantale Pelletier | Première mairesse Conseillère municipale (2005-2016) | Voir     |
| 2017 | Chantale Pelletier | Première mairesse Conseillère municipale (2005-2016) | Voir     |
| 2021 | Chantale Pelletier | Première mairesse Conseillère municipale (2005-2016) | Voir     |
| Élection partielle en italique Depuis 2005, les élections sont simultanées dans toutes les municipalités québécoises |                    |                                                      |          |

| | 2005-2009 | 2009-2013 | 2013-2017                                                                                              |
| --- | --------- | --------- | --- |
| Taux de participation | .         | .         | . |
| Maire | .         | .         | Chantale Pelletier                                                                                     |
| Conseillers | .         | .         | Mario Dufour David Dumont Daniel Dumontier Micheline Patenaude Fortin Ghislain Perreault Marthe Tardif |
| (Entre parenthèses) Proportion des voix. (a) Élu sans opposition. * Élu au début du terme mais ayant quitté avant la fin du terme. ** Non élu au début du terme mais en cours de terme. |           |           | |

## Société
Cette municipalité est connue en Amérique du Nord grâce à sa piste de course «Les Drags de Napierville», ou dragway de Napierville. Des compétitions de la NHRA y sont organisées.

### Université de Napierville
Des humoristes ont créé en 2001 le site internet d'une « Université de Napierville » fictive, qui héberge deux sites consacrés à la musique traditionnelle québécoise et à Robert Desnos.

## Personnalités liées

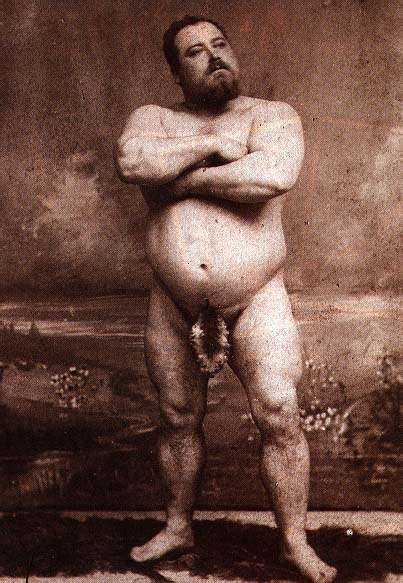
Louis Cyr, l'homme le plus fort du monde.

- Louis Cyr